# نورث بورت (فلوريدا)
نورث بورت (بالإنجليزية: North Port)‏ هي مدينة أمريكية تقع في ولاية فلوريدا. تبلغ مساحة هذه المدينة 195.7 (كم²)،ويبلغ عدد سكانها 55759 نسمة حسب إحصاء سنة 2010 م 55759.تشير إحصاءات سنة 2000م بأن الكثافة السكانية في هذه المدينة تقدر بـ(116.5) نسمة/كم2 